# Sant Joan de Barra
Sant Joan de Barra, o de la Sanya, era un castell amb Capella del poblat de Sant Joan de Barra, o de la Sanya, del terme comunal de la vila de Salses, a la comarca del Rosselló (Catalunya Nord).
Estaven situats a l'antic lloc i castell del mateix nom, situat al nord-est de la vila de Salses, en una zona de sanyes (aiguamolls).
Aquest castell el segle xii pertanyia als Vernet, i després passà als vescomtes de Castellnou, els quals el van vendre als Santfeliu. El 1307 aquests darrers cedien Sant Joan de Barra al rei Jaume II de Mallorca.
No queda cap rastre de la fortificació o de l'església.